# رایمن هلت‌کر
رایمن هلت‌کر (انگلیسی: Ryman Healthcare) شرکت مراقبت سلامت نیوزیلندی است، که در سال ۱۹۸۴ تأسیس شد.